# La Muse endormie
La Muse endormie est une sculpture en bronze poli réalisée par Brancusi en 1910 et se présentant sous la forme d'une tête de femme dont les yeux sont clos. Son modèle est la baronne Renée Frachon.

## Histoire de l'œuvre
Cette œuvre est de 1910 pour la sculpture en bronze,,. Une œuvre sur le même thème mais en marbre a été réalisée en 1909. À l'époque, Brancusi a un atelier boulevard du Montparnasse. Il a pris comme modèle pour plusieurs créations la baronne Renée Irana Frachon à partir de 1907.
La sculpture est conservée par le modèle, la baronne Renée Irana Frachon, puis donnée par elle au futur Centre Pompidou en 1963,. Elle a fait partie d'œuvres exposées dans plusieurs expositions, dont l'exposition Le Cubisme, au Centre national d'art et de culture Georges-Pompidou, à Paris, en 2018-2019.

## Thème de l'œuvre
L'association entre le thème de la femme et le thème du sommeil est ancienne, mais revient en force au XIXe siècle. Brancusi en renouvelle le traitement : il s'agissait habituellement d'une peinture ou d'une sculpture d'un buste de femme. Là, il réalise la sculpture d'une tête couchée sans corps, qui peut évoquer un masque. Il efface les traits du visage pour mettre en valeur sa forme ovoïdale. L'arête du nez prolongée par la courbe des sourcils, les yeux clos et la bouche ouverte, donnent à cette œuvre un caractère énigmatique,.